# Grès (géologie)
Pour les articles homonymes, voir Grès.
Le grès est une roche sédimentaire détritique, issue de l’agrégation de grains de taille majoritairement sableuse (0,063 mm à 2 mm) et consolidé lors de la diagenèse. Les grains qui constituent le grès sont généralement issus de l'érosion de roches préexistantes, qui déterminent en grande partie sa composition, principalement constituée de quartz et feldspath. Selon le degré de cimentation et sa composition, il peut former une roche très friable ou cohérente. Le grès se rencontre dans une grande variété de milieux de dépôt, depuis le domaine continental (rivière, plage) jusqu'au domaine marin (turbidites). Son équivalent non consolidé est généralement appelé sable.

## Étymologie
Le mot grès dériverait du bas latin gressius, gresum, ou du haut allemand griez, grioz, ou de l'ancien bas francique greot, ou encore de l'allemand moderne gries, mots qui signifient « sable, gravier ».

## Définition
La définition du grès repose sur une combinaison de critères texturaux et compositionnels. On le considère communément comme une roche sédimentaire, dont les grains ont majoritairement une granulométrie comprise entre 0,063 et 2 mm, soit la granulométrie des sables, et une nature détritique terrigène et non carbonatée, c'est-à-dire qu'ils proviennent de la décomposition d'une roche préexistante. Cette définition contraste avec celle de l'arénite, qui est un terme strictement textural, indépendamment de la composition et de l'origine des grains qui le constituent.
Cette définition a fait l'objet de débats au milieu du XXe siècle au sein de la communauté internationale. Certains auteurs privilégiaient une approche strictement texturale, indépendamment de sa composition et de l'origine des grains. Cela permettait de considérer comme du grès toute roche calcaire présentant une granulométrie adéquate, par exemple un calcaire oolitique ou à texture grainstone. Il est depuis accepté de décrire une roche carbonatée dont les grains ont une granulométrie sableuse, comme une calcarénite. Mais cette définition est limitée aux roches calcaires constituées majoritairement par des grains carbonatés intrabasinaux, c'est-à-dire formés au sein même du bassin sédimentaire. Lorsque la roche comporte des grains carbonatés extrabasinaux (fragments de roches carbonatés préexistantes démantelées et transportées dans le bassin sédimentaire), on parle plutôt d'arénite hybride.

## Formation
Les grès se forment dans une multitude d'environnements sédimentaires. Ils résultent d'une combinaison de facteurs, qui incluent notamment la compaction des sédiments par enfouissement, puis leur cimentation par précipitation de sels dissous dans les eaux interstitielles transitant à travers le sédiment. Une partie des grains qui constituent le sédiment peut aussi contribuer à la formation d'un ciment par dissolution préférentielle (grains carbonatés) ou par altération (calcitisation des plagioclases).

## Composition
Les grains (donnant un toucher granuleux à la roche) et le ciment entre ces grains peuvent avoir une composition différente selon l’origine et l’histoire de ce grès. Les dépôts successifs de sable se retrouvent dans la stratification du grès.
Le ciment et les éléments accessoires donnent à la roche sa couleur : la teinte jaune, orange, brun, rouge est fonction de la présence d'oxyde de fer (limonite, hématite) ; la teinte verdâtre tient à la présence de chlorite, la teinte noire à des oxydes de manganèse ou à de la matière organique, la teinte grise provient de débris de roches sombres,.

### Grès définis par leur ciment
Une distinction s'opère entre les grès, suivant le ciment qui unit les grains.
Selon la qualité de la cimentation, le grès est plus ou moins dur et poreux. Les carriers définissent la qualité d’un grès par le son que produit le marteau sur la roche. Un grès « PIF » (son aigu) est de bonne qualité, bien cimenté et idéal pour l’utilisation. Un grès « POUF » (son creux, évoquant l’effondrement du matériau sous le marteau) a un ciment poreux et perméable. Ce grès plus friable n'est pas utilisé en construction mais pouvait fournir des pierres à filtrer. Plus récemment les couches géologiques constituées de tels grès peuvent former de bons réservoirs d'eau, de pétrole ou de gaz. Un grès « PAF », intermédiaire, présente quelques risques de fissures mais est moins perméable qu’un grès « POUF », pouvant être utilisé en pavage.

#### Grès siliceux

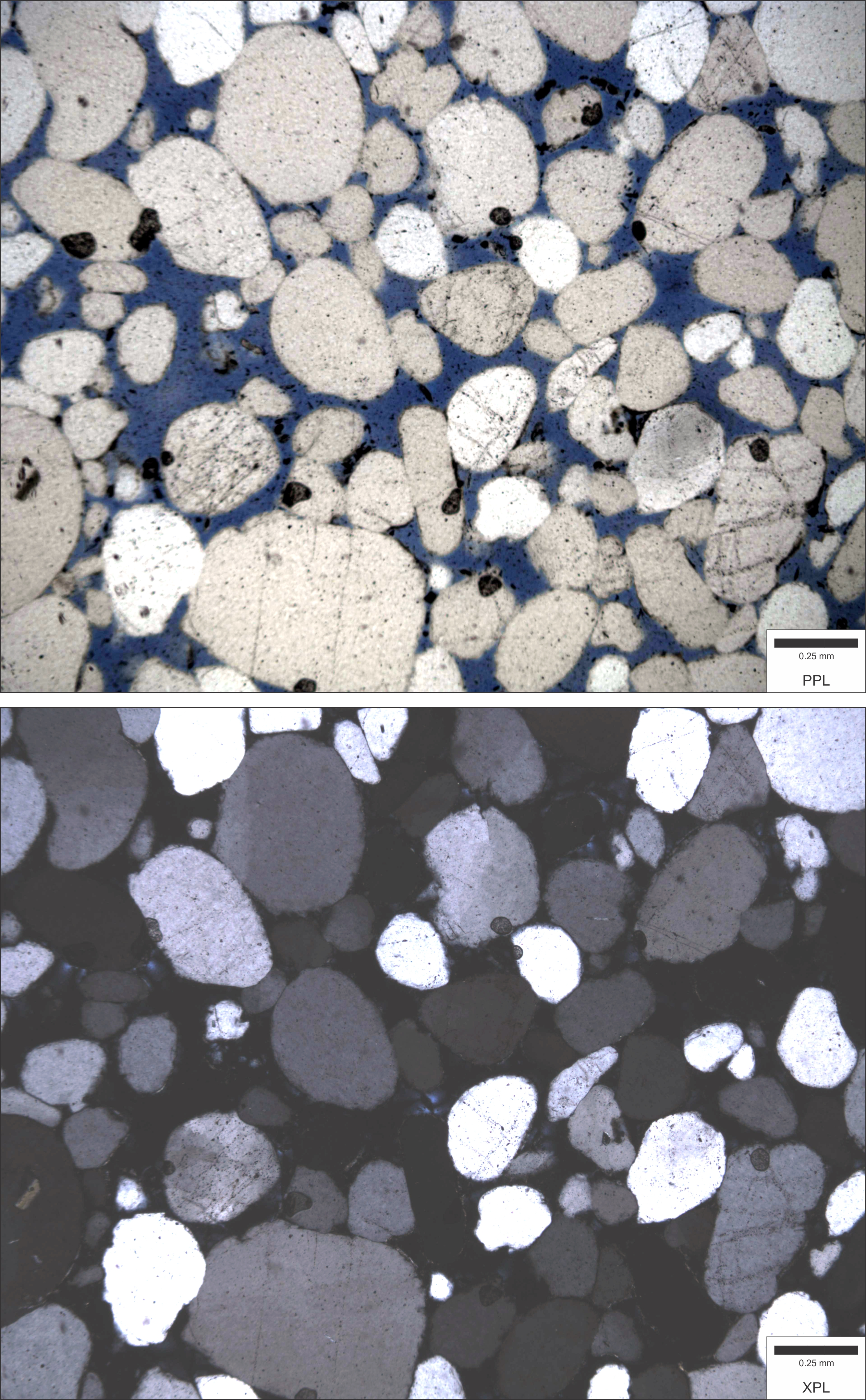
Grès constitué de grains de quartz, en lumières polarisée et polarisée-analysée.

Grès à ciment d'opale, de calcédonite, de quartz (grès quartzitique).
- Grès quartzite, dont le grès de Fontainebleau, qui servit à paver les rues de Paris avant qu'il ne soit supplanté par le granite breton.
- Un grès quartzeux est composé uniquement de quartz.
- Un quartzite est un grès très siliceux à ciment siliceux, provient de la diagenèse ou du métamorphisme de sable quartzeux.

##### Grès armoricain
Dans l'Ouest de la France, la roche connue sous l’appellation de grès armoricain est un sable marin littoral cimenté, généralement à granulométrie très fine, de teinte blanchâtre, souvent très pure, fréquemment recristallisé (recristallisation secondaire des vides situés entre les grains de sable), passant alors à du quartzite, formant une des roches les plus résistantes du Massif armoricain. Ce grès correspond en Bretagne à la première transgression marine qui a suivi l'érosion des chaînes de montagne cadomiennes (lesquelles devaient culminer à environ 4 000 m avant d'être fortement pénéplanées) et s'est prolongée durant toute la période ordovicienne. Il constitue les hautes falaises déchiquetées de la presqu'île de Crozon, la ligne de crête des montagnes Noires, les lourdes croupes des monts d'Arrée (Ménez-Hom, Ménez Kador), les rochers d'escalade de Plougastel, les escarpements de Pont-Réan à l'entrée de la cluse de la Vilaine, les hautes falaises de certaines côtes (cap de la Chèvre, des pointes de Dinan, du Grand Grouin, du Toulinguet), les flancs des synclinaux (synclinorium de Laval, synclinaux au sud de Rennes, synclinal de la forêt de Quénécan), armant les crêtes appalachiennes de Bretagne. On rencontre ce grès également dans le Cotentin (Montagne du Roule, carrière de Brix…). Dépôts de mers peu profondes, les grès armoricains conservent encore parfois des surfaces à ripple-marks, ainsi qu'une grande diversité de traces fossiles ou ichnofaciès. Ils présentent une épaisseur très variable de quelques dizaines à plusieurs centaines de mètres, pouvant même atteindre 800 m environ dans la partie Sud de la presqu’île de Crozon. À leur partie supérieure, ils admettent des lits rouge sombre, très riches en rutile et zircon, qui représentent des placers littoraux fossiles, déposés sur les hauts de plages de la mer ordovicienne.

Par suite de leur dureté et de leur ténacité, ces grès se façonnent difficilement. Ils ont été et sont encore aujourd’hui recherchés comme matériau d’empierrement, granulats et enrochements, et comme pierre de bâti, conférant aux constructions une pérennité exceptionnelle et une blancheur qui évoque celle de certains calcaires.

#### Grès à ciment calcaire
Les grès à ciment calcaire se forment par cimentation des grains qui le composent. Les grains sont de la taille d'un sable (0,063 mm à 2 mm). Ils sont issus de l'érosion de roches, siliceuses sédimentaires (par exemple des sables, antérieurement déposés et remaniés (transportés de nouveau), volcaniques, métamorphiques et de tous matériaux susceptibles de former un grain. Le milieu, initial, de formation peut être reconnu par l'étude des figures sédimentaires : litages* (obliques, courbes, entrecroisés, en arêtes de poisson, planes C (rides de courant, de vague, de tempêtes (rides en mamelons, accumulations de coquilles plus ou moins brisées, etc.), d'empreintes de gouttes de pluie, de dessiccation, d'éléments déplacés dans des chenaux (galets mous), Autant d'éléments qui indiquent une profondeur variant de zéro mètre d'altitude (plage), au-dessus du niveau de la mer (dunes) où à plusieurs dizaines de mètres, dans la zone de traction des vagues selon leur force (tempêtes, ouragans, raz-de-marée, par exemple).
La cimentation intervient relativement tôt dans l'histoire du passage d'un sédiment meuble, peu cohérent par apport de calcaire dissous à partir de divers coquillages et ou de circulation de fluides, saturés en carbonate de calcium.
Un site, tout à fait remarquable, pour observer d'énormes boules de grès (diamètre supérieur à 1 m, est situé dans les Hauts de France, entre les communes de Audresselles et de Audinghen. Les lieux-dits sont : Cran aux œufs, plage de la sirène dans l'anse formée par le cap Gris-Nez. (photos). Les boules de grès tombent sur la plage et jalonnent ainsi le recul de la falaise. C'est un paysage de "chaos" spectaculaire. Une étude de l'intensité de l'érosion du trait de côte, dans ce secteur du littoral démontre que cette accumulation constitue un rempart naturel efficace contre ce phénomène (Structure et évolution des falaises gréseuses et argileuses du Cap Gris-Nez (Boulonnais, France).

#### Grès à ciment dolomitique
Les grès à ciment dolomitique sont beaucoup plus rares que les grès à ciment calcaire.
En France, ils ne sont connus que par les concrétions dolomitiques que l'on observe dans des dolomies du Dévonien à Roquebrun (Hérault), des calcaires dolomitiques du Jurassique à Mourèze (Hérault), dans des sables éocènes du bassin parisien.

#### Grès à ciment calcaréo-argileux
Le nom de macigno est un terme italien qui sert à désigner des grès à grains très mal classés, à ciment calcaréo-argileux avec feldspaths et micas abondant.
Ces grès ont été déposés par des courants de turbidité, se produisant par éboulement de matériaux détritiques sur le bord du talus continental. Ces courants denses étalent au fond de la mer, d'une manière uniforme, des matériaux détritiques assez grossiers qui normalement ne devraient pas se rencontrer à pareille profondeur.

C'est par exemple le cas des grès du crétacé de Bryce Canyon dans l'Utah (États-Unis), issus des sédiments de rivières faits de silice, et d'argile s'écoulant dans une mer peu profonde, où ils se sont enrichis de calcaire. 

#### Grès argileux
Ils sont limités à certaines formations continentales d'un type particulier, comme les formations de grès houiller. Le ciment d'argile est, dans ce cas, formé de kaolinite avec leverriérite groupement épitaxique de muscovite et de kaolinite. Les minéraux argileux peuvent présenter une allure concrétionnée.
Ces grès peuvent être de plus ferrugineux, le fer intervenant pour colorer le grès en rouge.

#### Grès ferrugineux

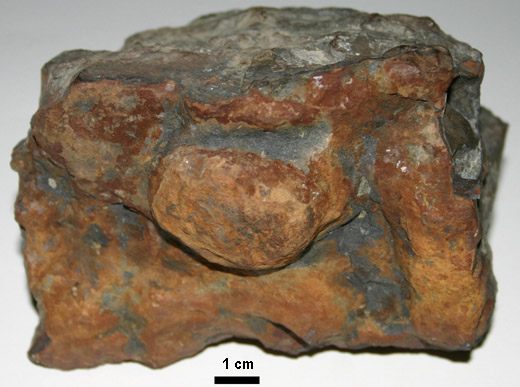
Bloc de grès ferrugineux de la, aux États-Unis.

Ils sont de couleur orange/ocre, due à l'oxydation du fer dans l'eau.
Ils peuvent avoir un ciment de sidérite, de chlorite, d'hématite brune ou rouge, de goethite ou de pyrite. On trouve des grès ferrugineux du Permien dans les sols à proximité du lac du Salagou (Hérault).

Un autre exemple est le grès de Potsdam, qui est une formation géologique datant du milieu à la fin du Cambrien située au nord des États des États-Unis de New York et du Vermont ainsi qu'au sud du Québec. Découvert au XIXe siècle, il est formé par cémentation de grains de quartz. Souvent de couleur rouge et ocre avec pigments rouges, il est utilisé dans la construction, les réfractaires et les garnitures de fours pour la fusion des métaux.

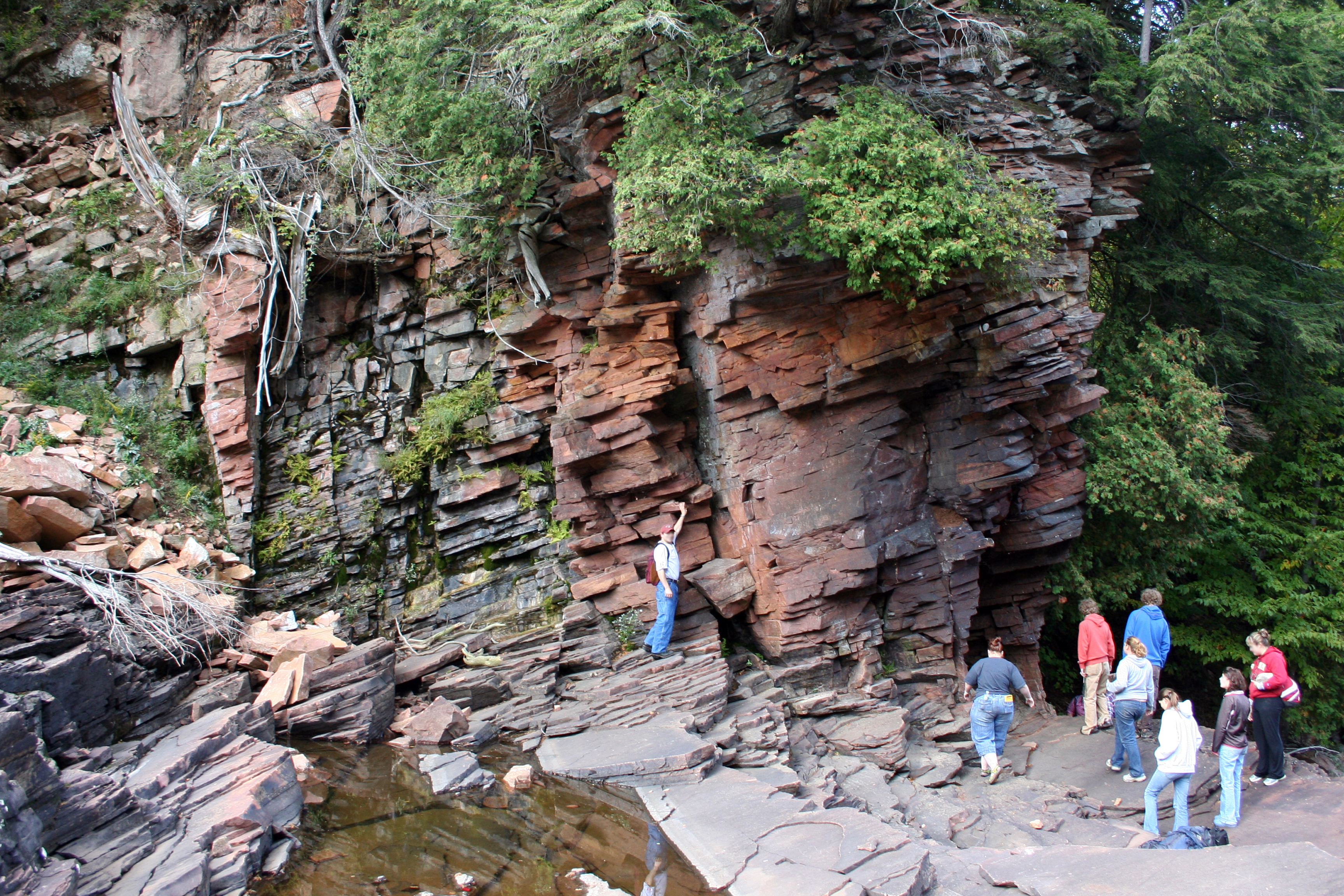
Grès de Potsdam affleurant le long de la rivière Raquette (New York).

### Grès non définis par leur ciment
Une autre tradition veut qu'on ignore le ciment pour désigner le grès. Dans ce cas, le grès est défini par l'élément singulier qui le compose.

#### Grès micacé
Une psammite est un grès micacé.

#### Arkoses
Une arkose est un grès grossier, feldspathique, à peine lité, souvent issu de l'induration d’une arène granitique.

#### Grauwakes

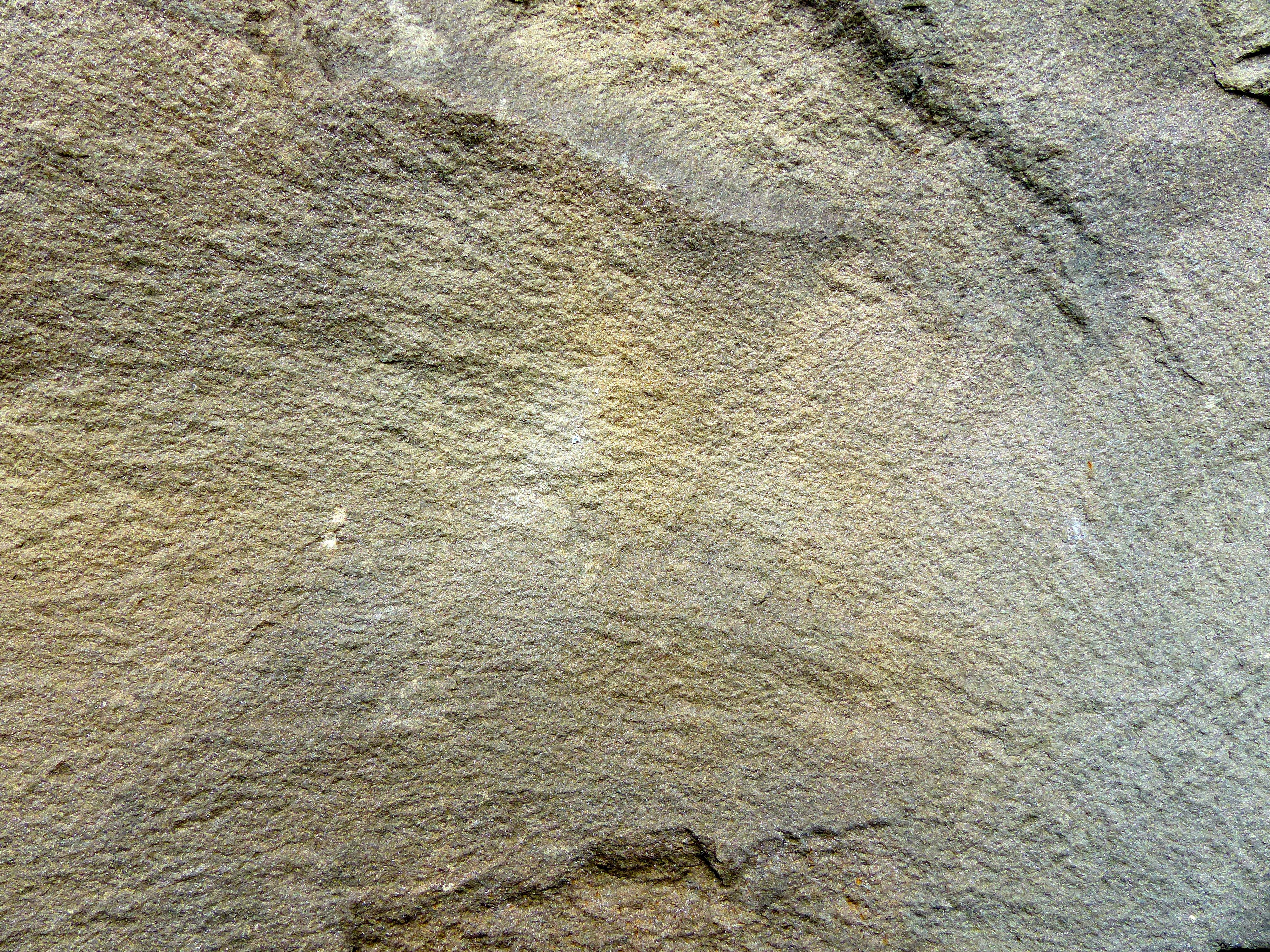
Surface d'un bloc de grauwacke.

Une grauwacke est un grès gris-sombre, brun… très dur, contenant en plus des grains de quartz d'autres éléments de roches diverses.

## Géomorphologie
Certains grès peuvent subir une altération rapide. Cette altération dépend de :
- La propension à absorber l’eau et à sécher, la circulation de l’eau dans les pores, le gel.
- La composition du ciment : les grains dans un ciment calcaire se déchaussent plus rapidement, à la suite d'une dissolution plus rapide de ce ciment. Certaines constructions sont dans ce cas et nécessitent de fréquentes restaurations.
- La présence d’une matrice argileuse (plutôt que d'un ciment).

En s'altérant, le grès peut redevenir du sable et recommencer un cycle de sédimentation.
Stratifications et modelés dus à l'érosion dans du grès

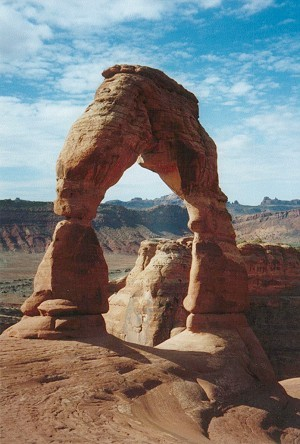
Delicate Arch (arche naturelle), parc national des Arches (Utah).
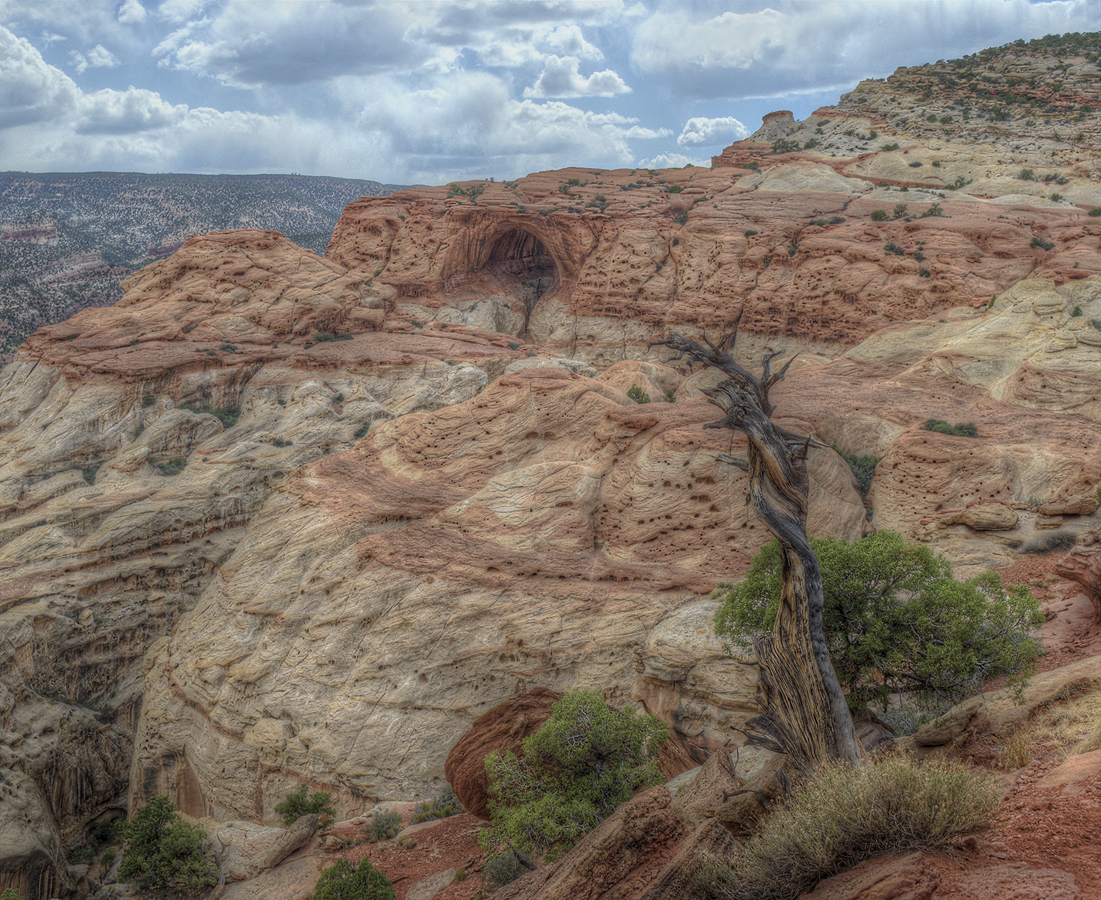
La Cassidy Arch, sculptée dans les grès Navajo, parc national de Capitol Reef[24].
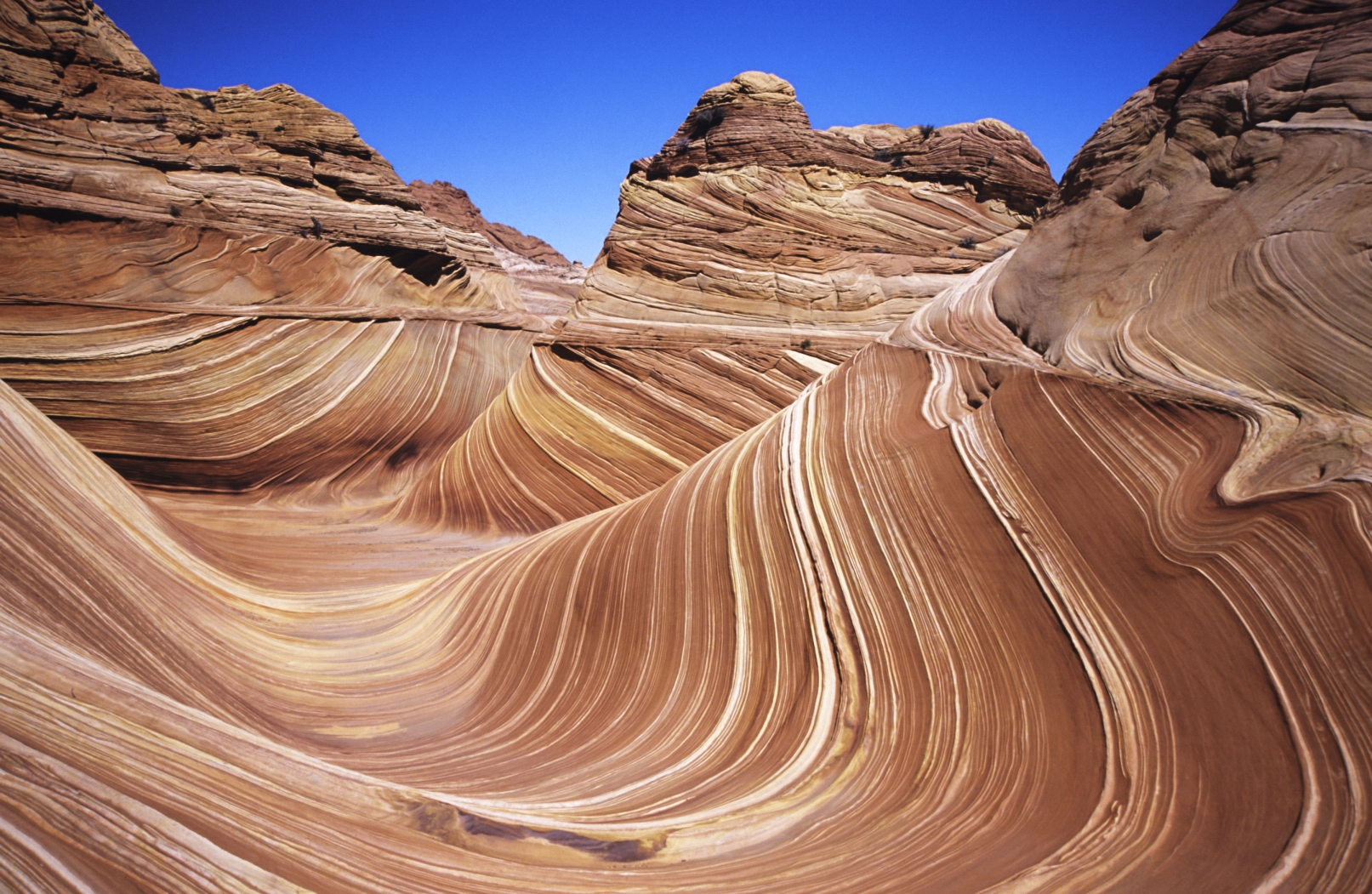
Stratifications obliques dans les grès de « La vague », Buttes Coyote (Arizona)[25].
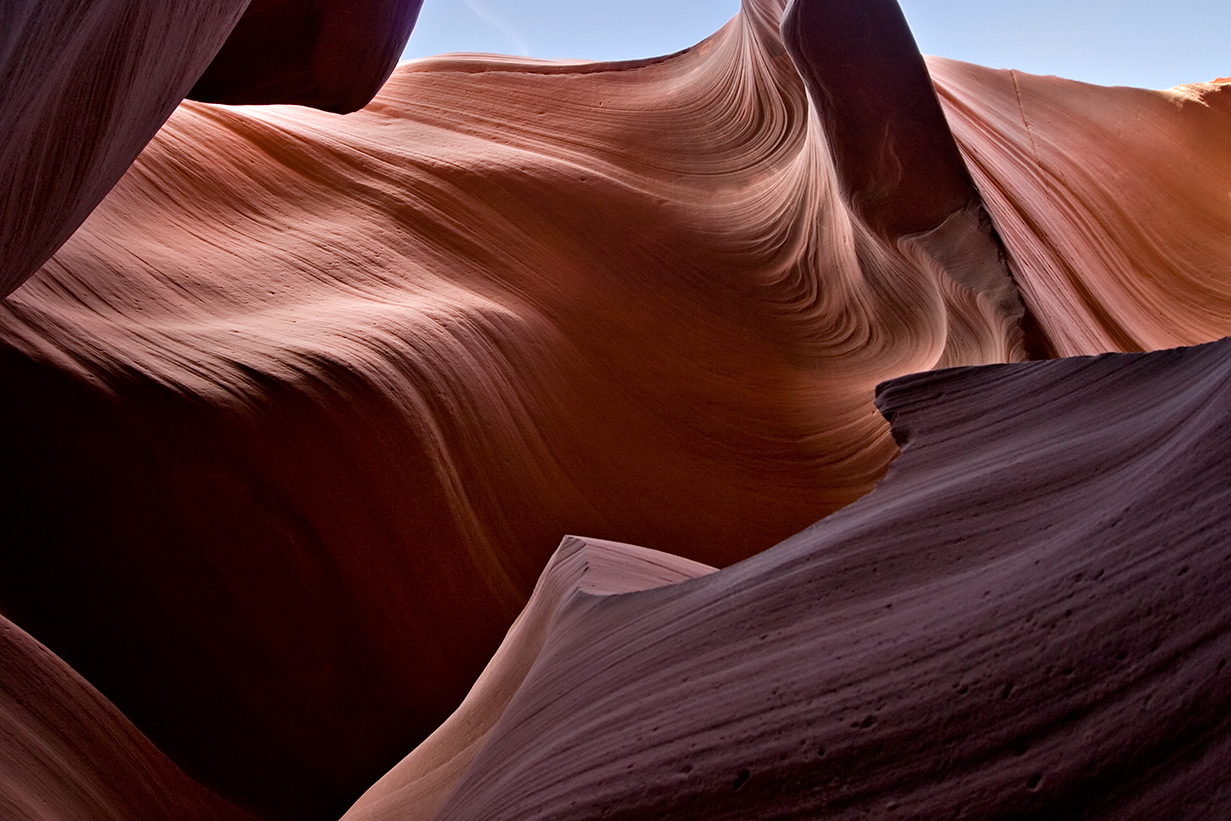
L'érosion du grès peut donner lieu à des modelés pittoresques : Antelope Canyon.
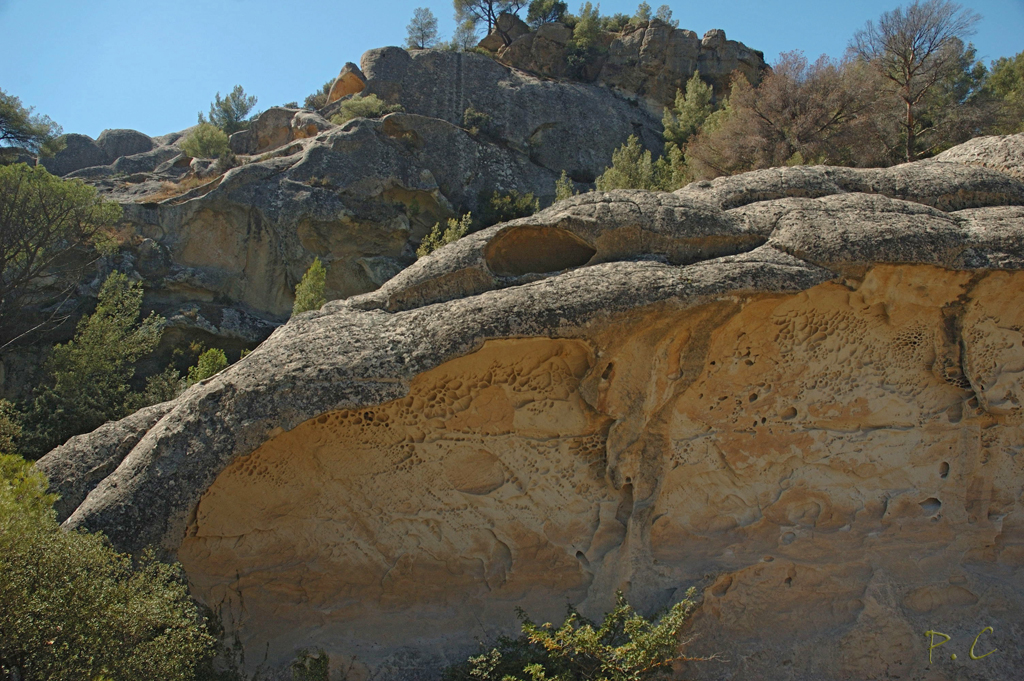
Le vent sculpte des cavités (taffoni) et des alvéoles dans le grès : Sainte Anne d'Evenos (France).
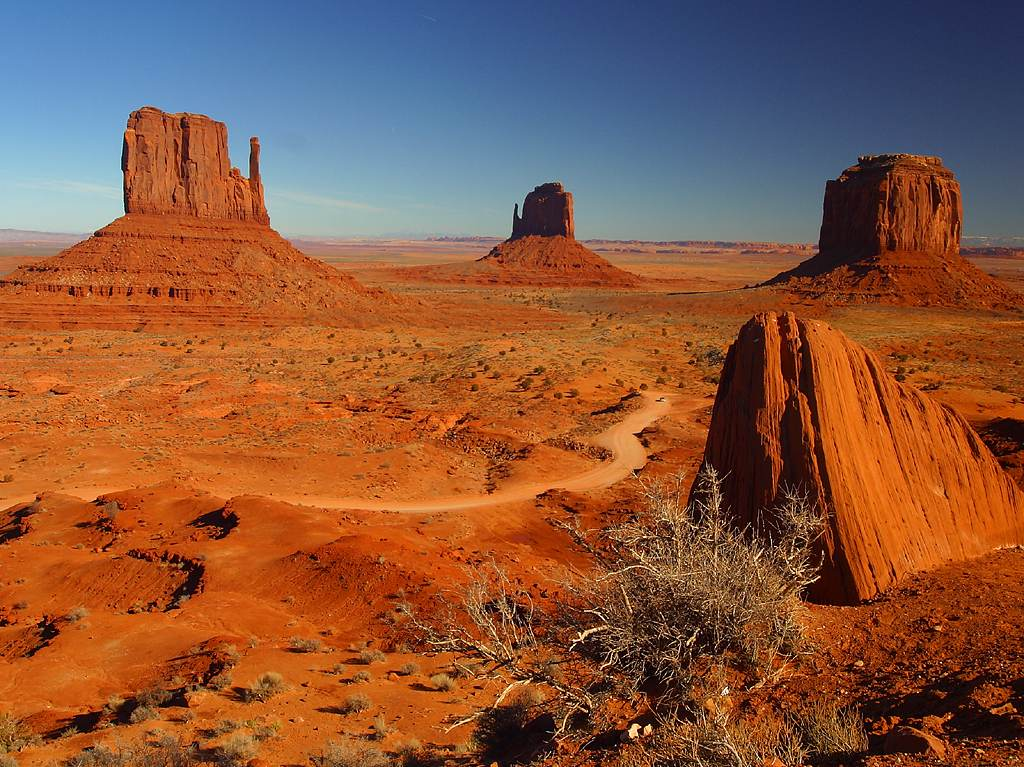
Les buttes de grès de Monument Valley.
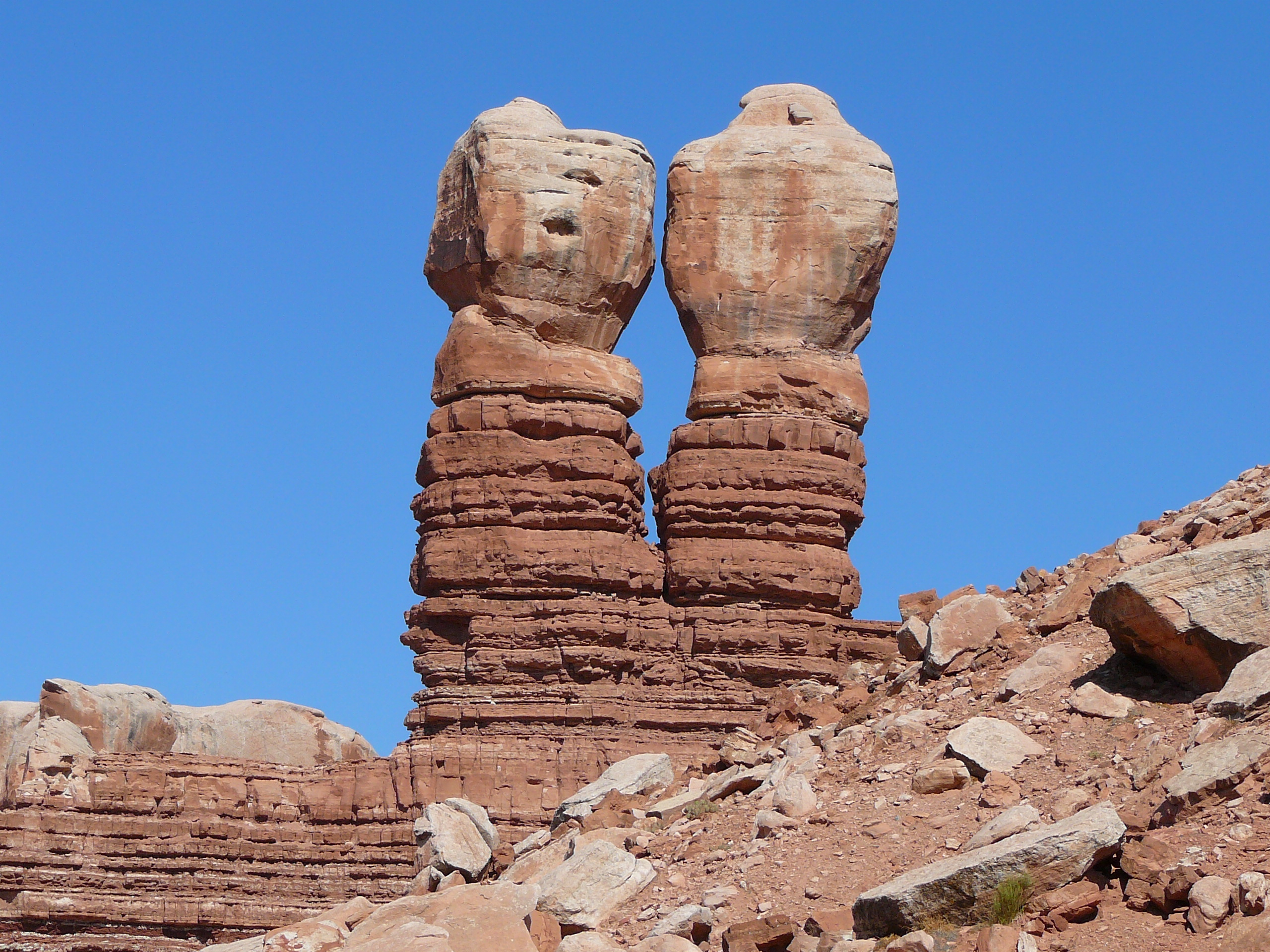
Les Navajo Twin Rocks, une formation rocheuse située à Bluff (Utah).

## Utilisation
Les grès sont utilisés dans les travaux publics (empierrements, granulats, centrales à béton, enrochements littoraux), le bâti, la sculpture, la fabrication de meules naturelles et de pavés ou de dallages. À ces emplois majeurs s’ajoutaient dans le passé quelques utilisations particulières (pierres à aiguiser, pierres réfractaires), érection des mégalithes.

### Maçonnerie et sculpture

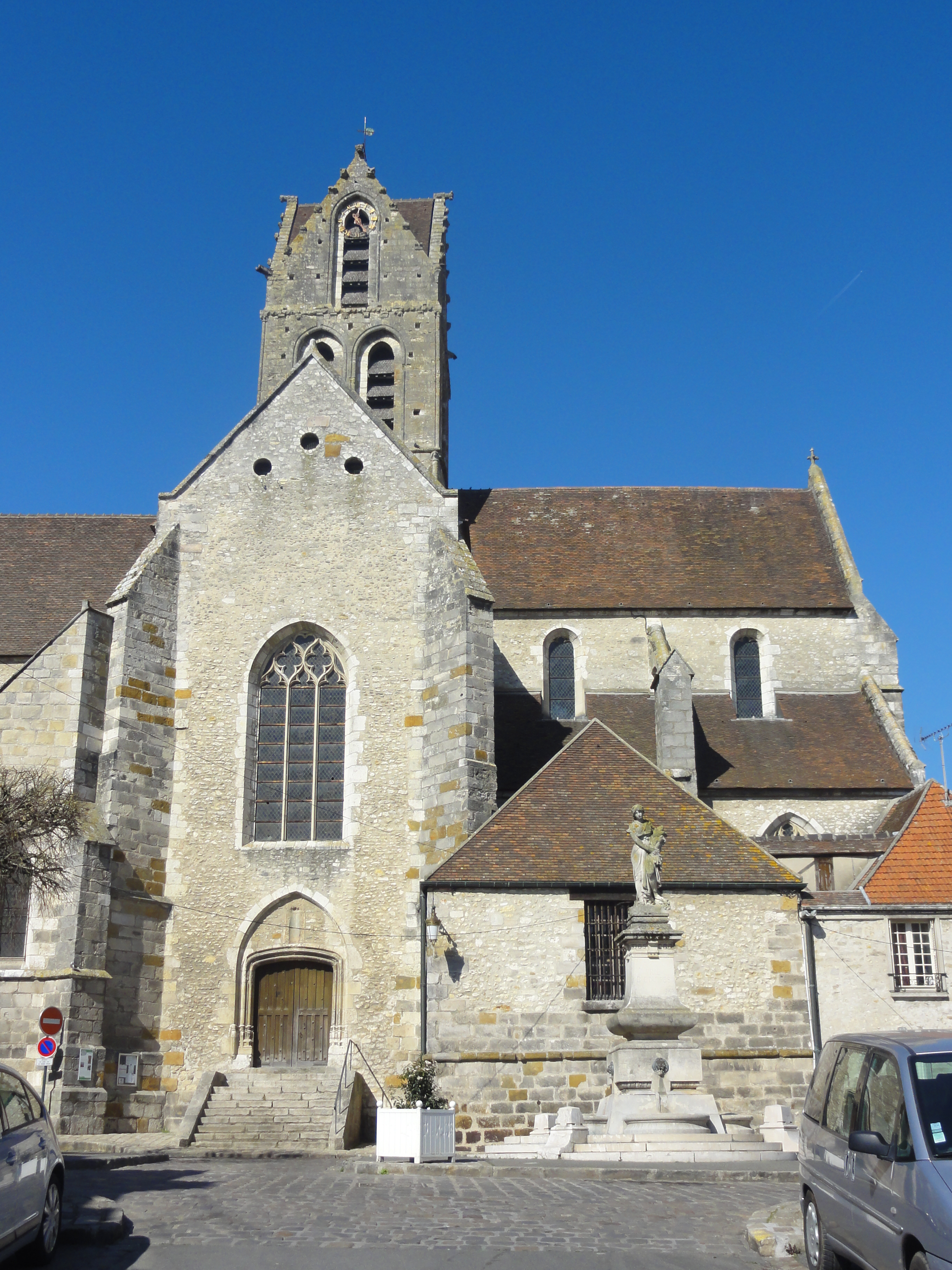
Certains blocs de grès de l'église Saint-Gilles d'Étampes sont teintés de jaune ou de fauve selon le degré d'altération et la composition minéralogique de la roche (tonalité due aux oxydes de fer libérés par l'altération des minéraux ferro-magnésiens qui imprègnent les grains de quartz ou le ciment ferrugineux).

Les grès sont souvent d'excellentes pierres de construction, le plus souvent non gélives. Mais le « grès » étant un terme général qui désigne des roches de formations et de textures très différentes, les différents grès ont des consistances et des duretés très variables et leurs propriétés techniques sont incomparables. Certains grès poreux et peu cimentés sont relativement légers et sont aussi faciles à travailler et à scier que du calcaire tendre, tandis que d'autres sont plus durs et lourds que le granite (comme le grès silicifié ou quartzite). Cela détermine fortement l'utilisation que l'on peut en faire. Il doit être choisi soigneusement en rejetant les pierres fissurées, non homogènes, contenant des trous ou des inclusions de galets. Selon sa provenance, la roche peut être colorée dans une infinité de nuances : ocre, rose, jaune, orangé, brun, gris, blanc, violacé… et veinée ou marbrée. Dans certains gisements massifs et homogènes on peut trouver des blocs de grès bruts de très grandes dimensions, tandis que dans d'autres gisements ils ne forment que de fines strates hétérogènes qui déterminent les utilisations possibles.

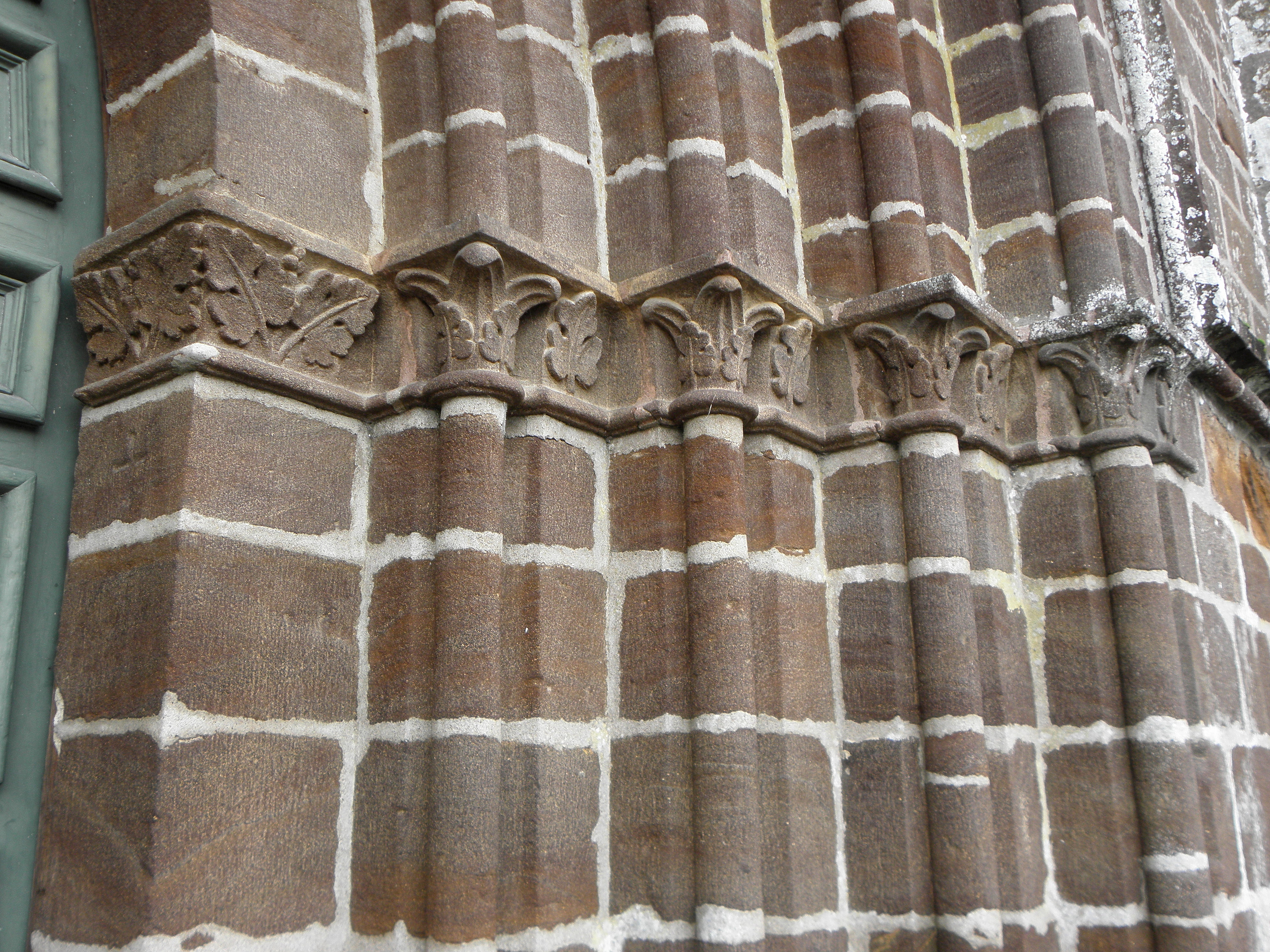
Les grès ferrugineux, appelés localement roussards, sont parfois assez indurés pour pouvoir être utilisés dans les constructions (abbatiale de Saint-Gildas-des-Bois).

Les applications dans le bâtiment sont très nombreuses : 
- les grès durs et étanches sont souvent utilisés comme appuis de fenêtres, seuils de portes, encadrements de fenêtres, linteaux, acrotères, marches d'escaliers, margelles de puits, éviers en pierre, caniveaux, bordures de trottoirs, fondations et soubassements des bâtiments (pour l'étanchéité), colonnes, murs solides et fortifications, etc.
- les grès plus légers et tendres sont plus souvent utilisés en architecture et sculpture comme pierre de taille courante pour l'élévation des bâtiments ; ils permettent tous types de fantaisies, à la manière des pierres calcaires.
- certains grès sont trop tendres ou fissurés pour pouvoir servir directement en architecture, on peut cependant les réduire en sable et gravats pour remplir mortiers, bétons, briques ou torchis.

Quelques exemples d'utilisation du grès
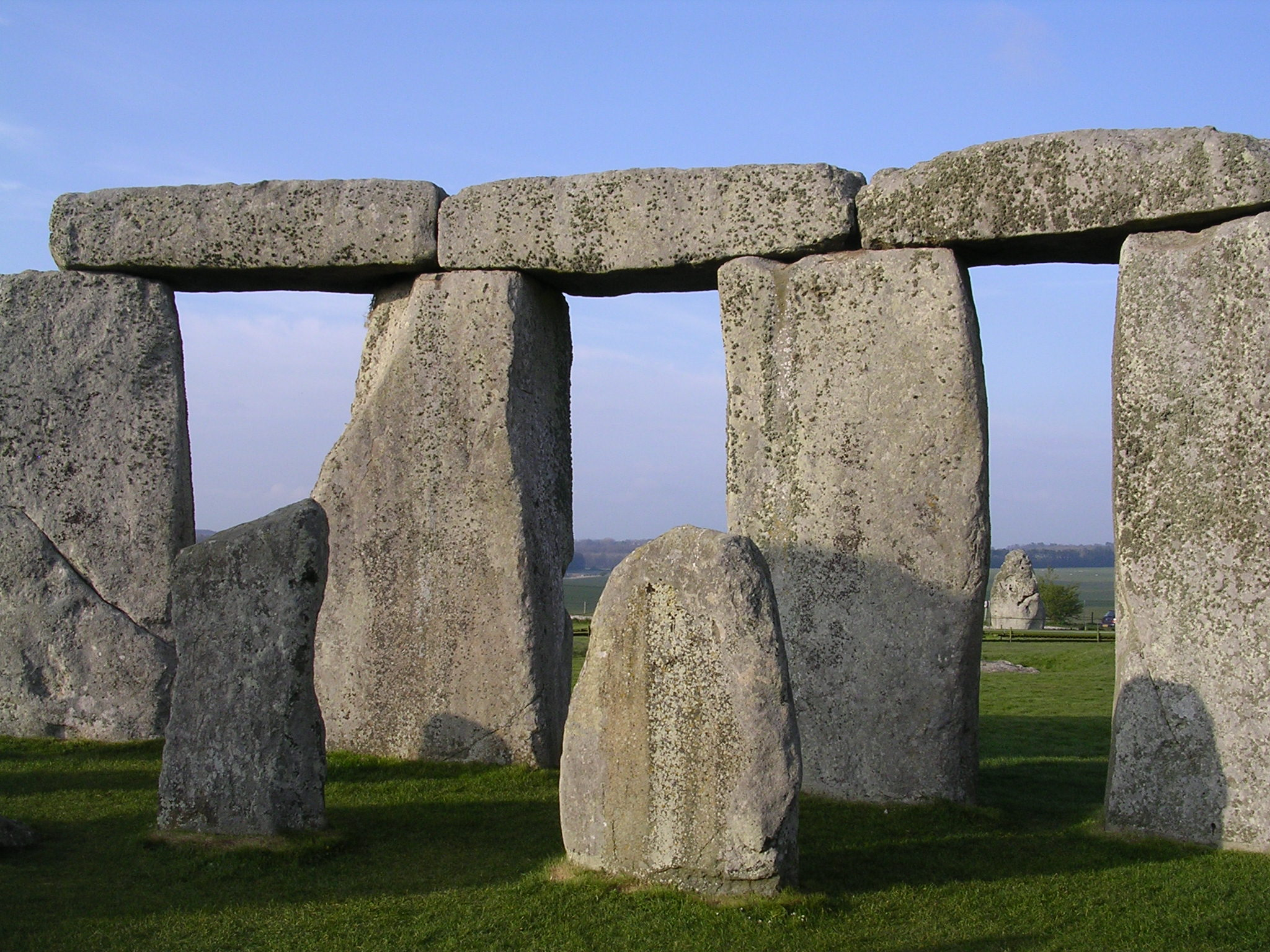
Mégalithes du site de Stonehenge.
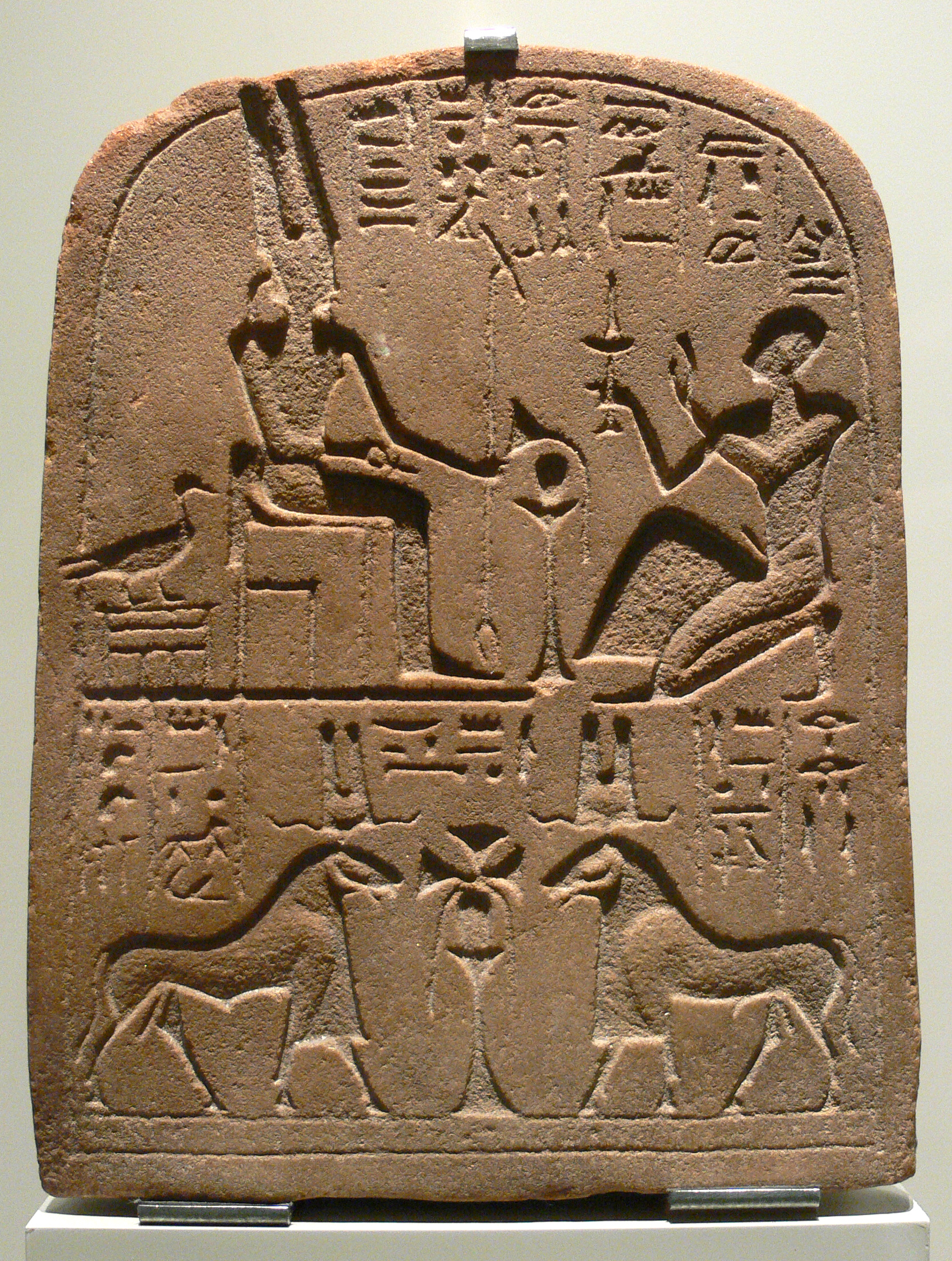
Stèle égyptienne d'Amon (~700 avant notre ère).
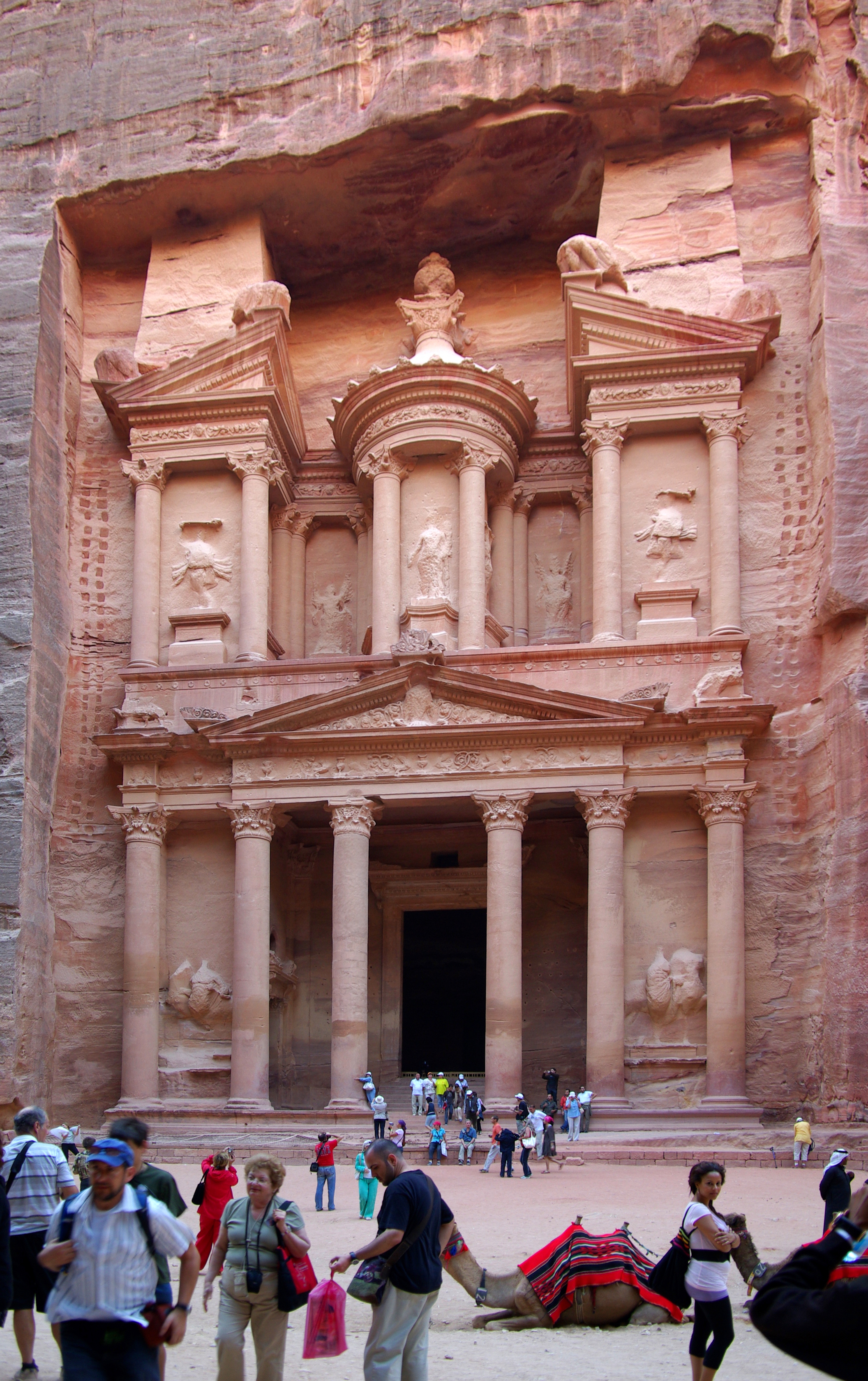
Cité antique de Pétra, taillée directement dans les falaises de grès.
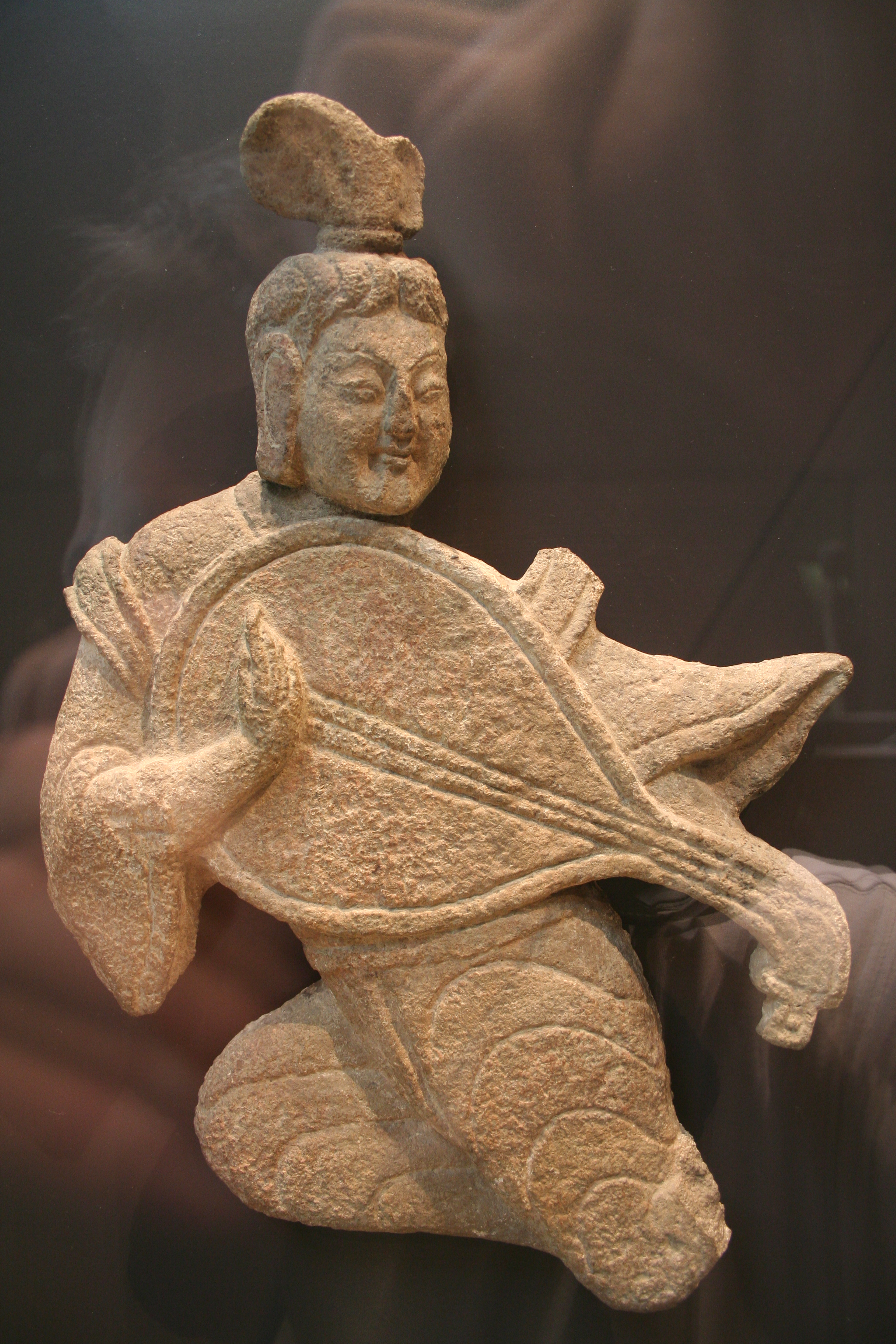
Sculpture chinoise en grès (dynastie Wei du Nord).
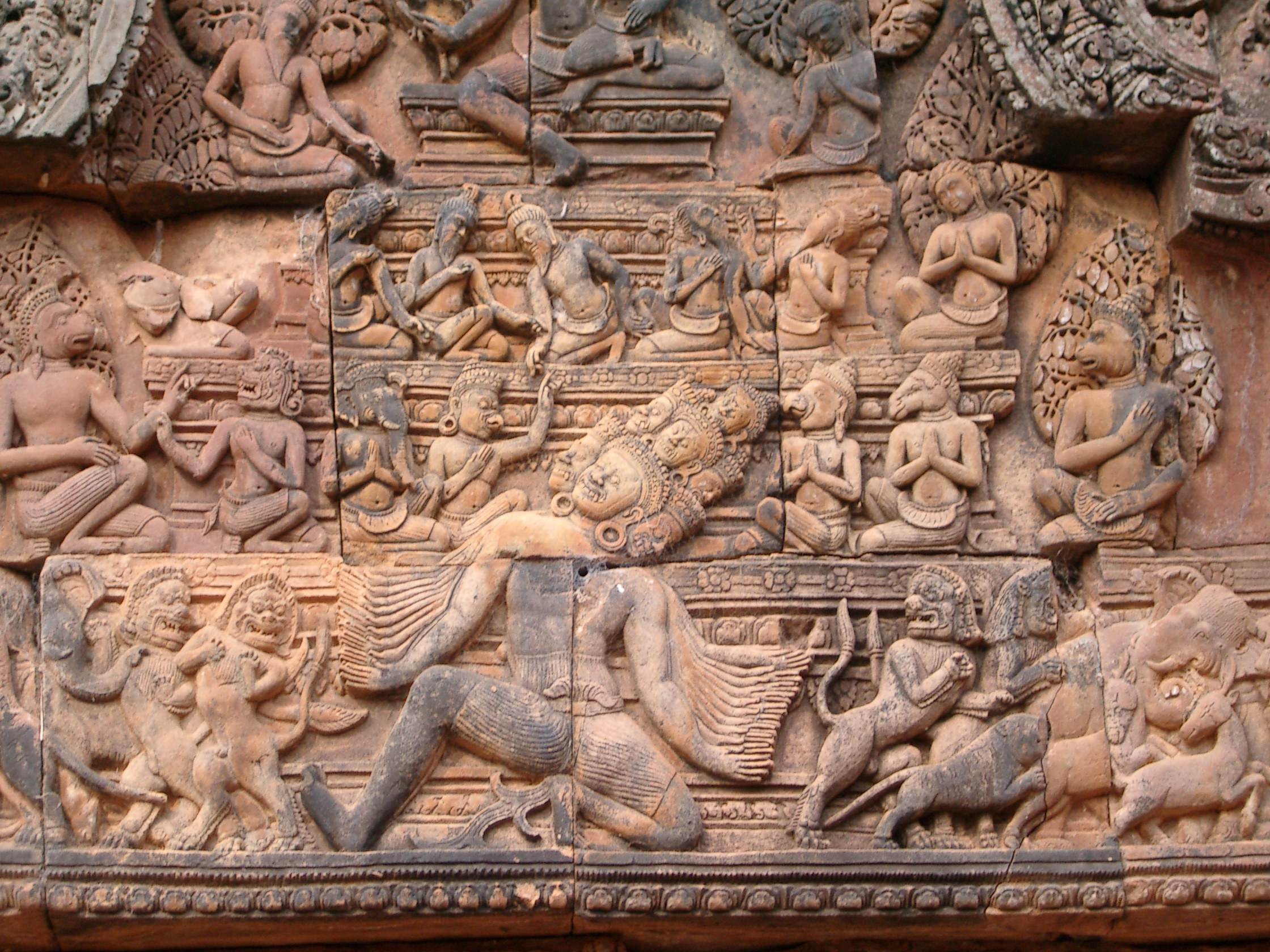
Bas-relief au temple de Banteay Srei (Cambodge).
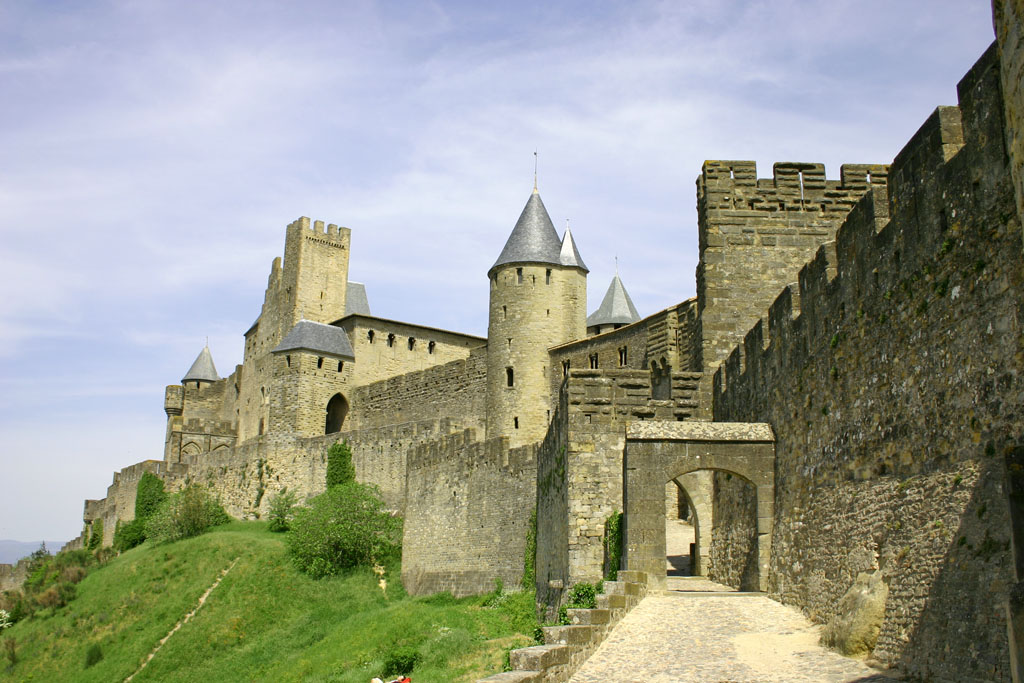
Remparts de la Cité de Carcassonne.
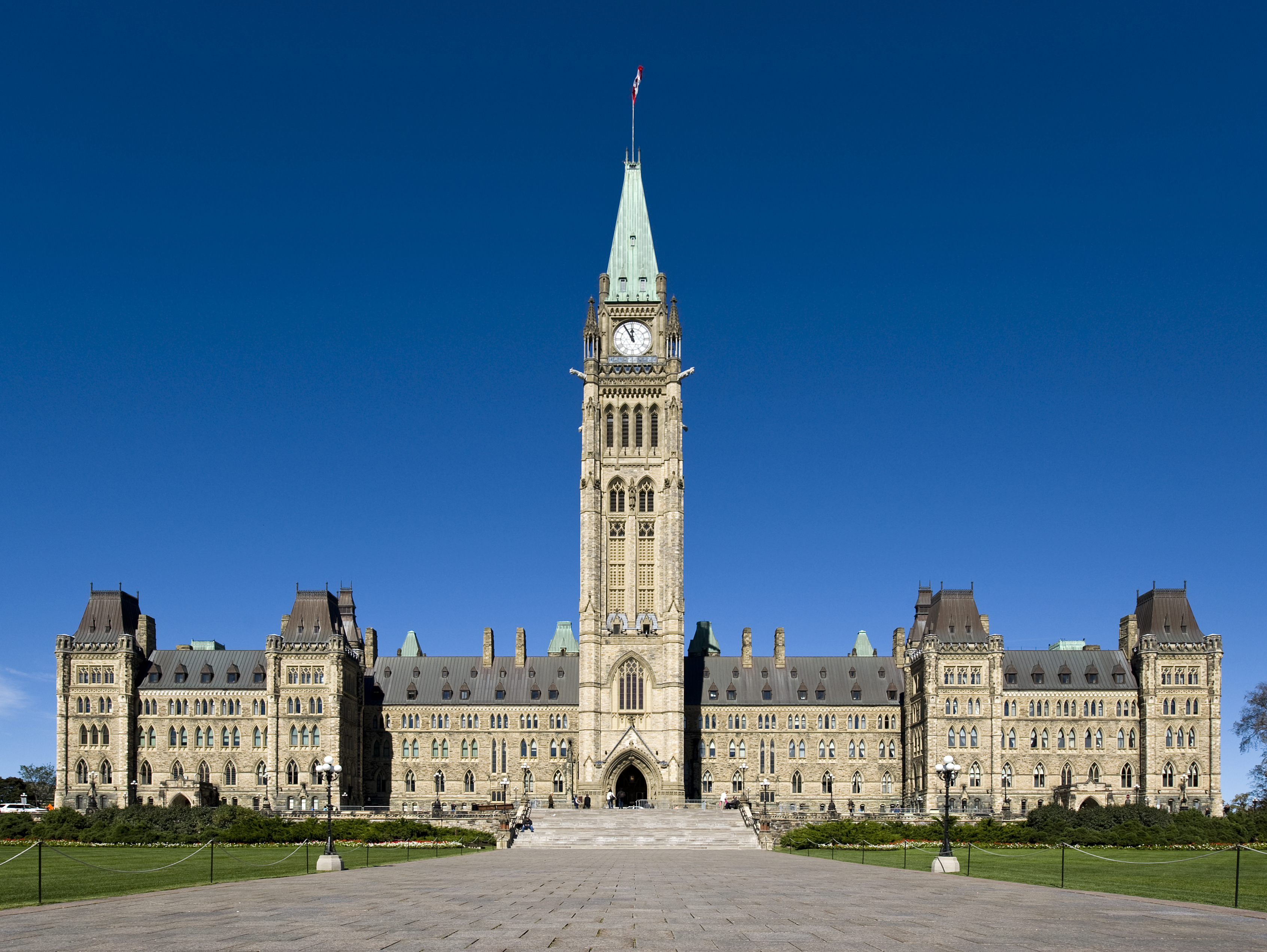
Parlement du Canada.
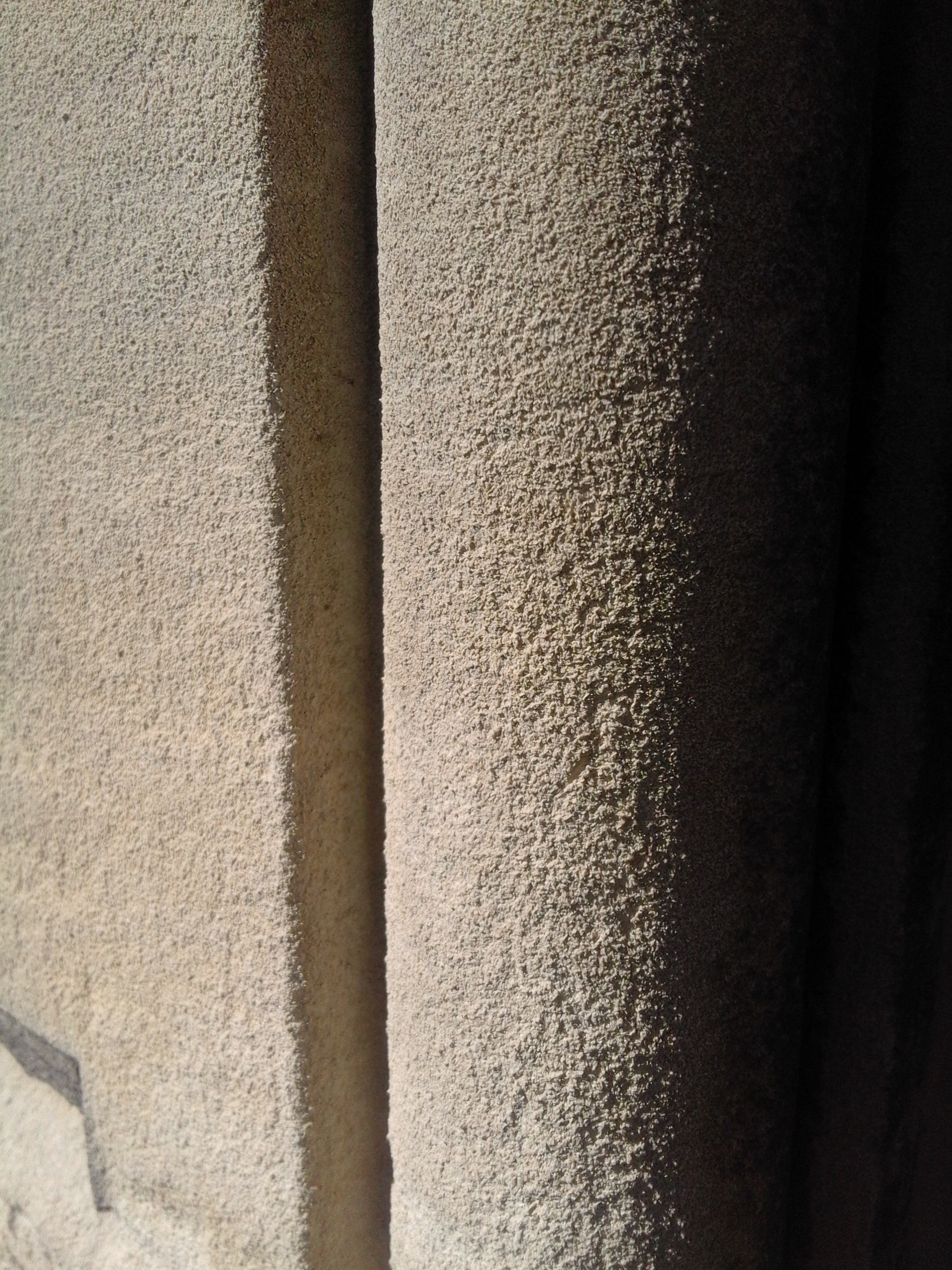
Gros plan sur un monument funéraire en grès (cimetière de Bercy, Paris).

### Pavage à Paris et Lyon
Déjà au temps des Romains, les rues de Paris étaient pavées en grès de Fontainebleau. On l'a par la suite remplacé par des granites bretons, moins glissants.
Une partie des pavés de Paris sous Haussmann a aussi été extraite de carrières d'Orsay ; c'est une des raisons du prolongement de la ligne de Sceaux jusqu'à Orsay - (elle fut même prolongée jusqu'à Limours à d'autres fins).
Dans l'entre-deux-guerres, la carrière de grès de Courzieu était utilisée pour la voirie de Lyon.

Le grès se débite par sciage en plaques de dimensions importantes permettant de réaliser des dallages très résistants et décoratifs.

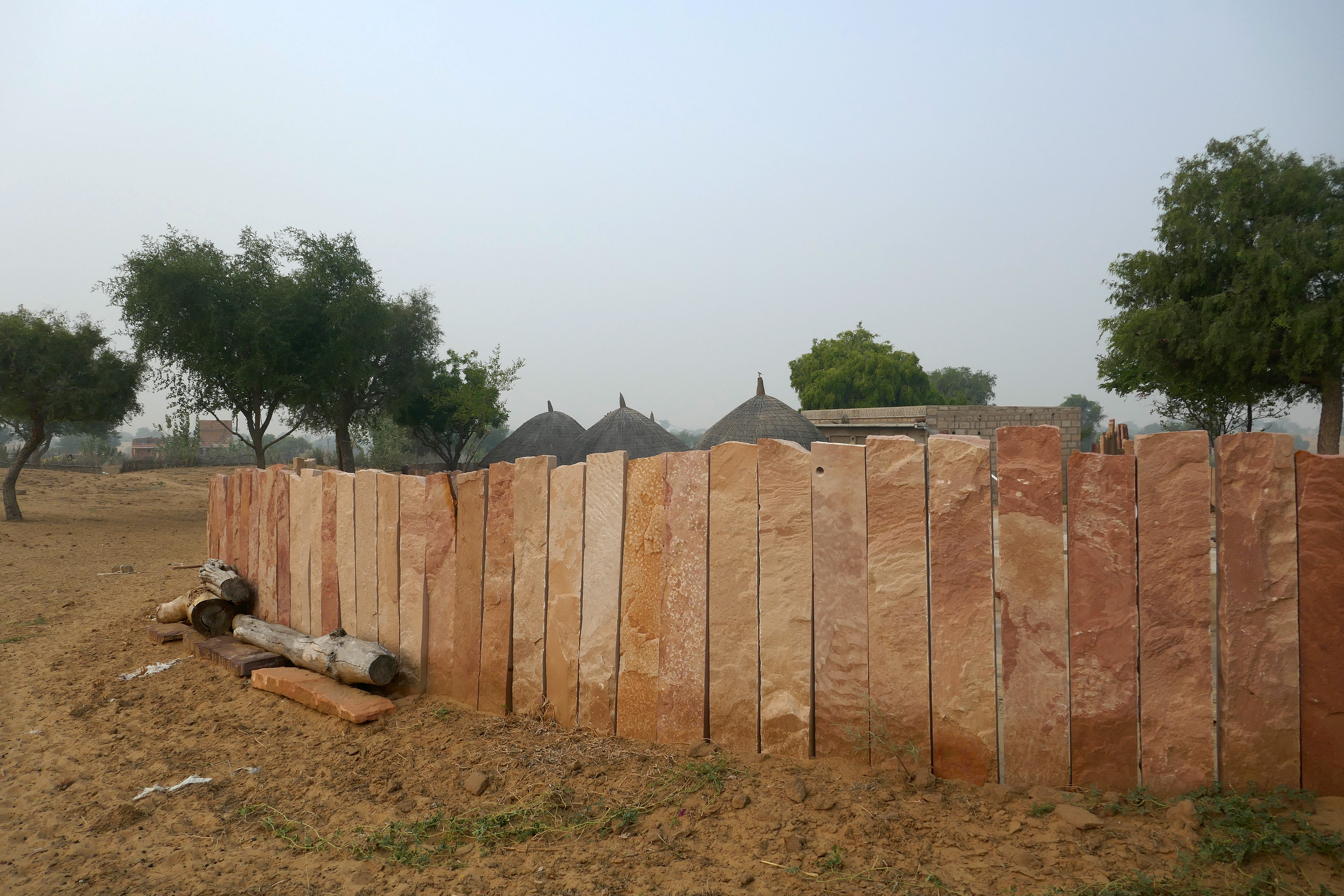
Clôture en grès rouge du Rajasthan, dans un village du désert du Thar.

## Calendrier républicain
- Dans le calendrier républicain, le Grès était le nom attribué au 14e jour du mois de nivôse[28].